# شیفته بالون
شیفته بالون (انگلیسی: The Balloonatic) یک فیلم کوتاه کمدی به کارگردانی ادوارد اف. کلاین و باستر کیتون است که در سال ۱۹۲۳ منتشر شد و آخرین فیلم کوتاه باستر کیتون بود.

## گزیدهٔ بازیگران
- باستر کیتون
- فیلیس هِـیوِر
- بیب لاندن